# 熊本県司法書士会
熊本県司法書士会（くまもとけんしほうしょしかい）は、日本に50法人ある司法書士会のひとつである。

## 概要
日本に50法人ある司法書士会のひとつで村山鉄次が会長を務めている。現在、327名の司法書士が所属している。

## 支部
- 熊本支部
- 玉名山鹿支部
- 宇城支部
- 阿蘇大津支部
- 八代支部
- 人吉支部
- 天草支部

## 面談による無料法律相談
- 熊本県司法書士会総合相談センター

## 所在地
熊本県熊本市中央区大江4丁目4－34